# Badmintonmeisterschaft von Hongkong 2008
Die Badmintonmeisterschaft von Hongkong des Jahres 2008 trug den vollständigen Namen Bank of China (Hong Kong) Hong Kong Annual Badminton Championships 2008 (chinesisch 2008 中銀香港全港羽毛球錦標賽).

## Sieger und Finalisten
| Disziplin    | Gold                                             | Silber                             |
| ------------ | ------------------------------------------------ | ---------------------------------- |
| Herreneinzel | Ng Wei                                           | Hu Yun                             |
| Dameneinzel  | Yip Pui Yin                                      | Mong Kwan Yi                       |
| Herrendoppel | Albertus Susanto Njoto Yohan Hadikusumo Wiratama | Wong Wai Hong Hui Wai Ho           |
| Damendoppel  | Louisa Koon Wai Chee Chau Hoi Wah                | Fung Ying Yip Pui Yin              |
| Mixed        | Yohan Hadikusumo Wiratama Chau Hoi Wah           | Albertus Susanto Njoto Li Wing Mui |